# Henri Saivet
Henri Gregoire Saivet (* 26. Oktober 1990 in Dakar) ist ein ehemaliger senegalesischer Fußballspieler. Er spielte 2013 erstmals für die senegalesische A-Nationalmannschaft.

## Karriere

### Vereine
Saivet spielte in der Jugendabteilung des französischen Erstligisten Girondins Bordeaux. Für dessen erste Mannschaft debütierte er am 17. Mai 2008 im Auswärtsspiel gegen den RC Lens in der Ligue 1, nachdem er in der 78. Minute für Marouane Chamakh eingewechselt wurde. Die Saison 2010/11 verbrachte Saivet als Leihspieler in der Ligue 2 beim SCO Angers.
Mitte Januar 2016 wechselte Saivet zu Newcastle United in die englische Premier League. Dort kam er in fünf Jahren jedoch nur sehr selten zum Zug und wurde zwischenzeitlich nach Frankreich an die AS Saint-Étienne sowie in die Türkei an Sivasspor und später Bursaspor ausgeliehen.

### Nationalmannschaft
Saivet spielte für diverse französische Jugendnationalmannschaften. Seit 2013 ist er für die senegalesische Nationalmannschaft aktiv. Für die Afrikameisterschaft 2015 wurde Saivet in den senegalesischen Kader berufen; Senegal schied in der Gruppenphase mit vier Punkten aus. Nur zwei Jahre später, beim Afrika-Cup 2017, stand er erneut im Kader der Senegalesen; Dort erzielte Saivet im zweiten Gruppenspiel gegen Simbabwe per Freistoß den Endstand zum 2:0. Nach schwachen Leistungen bei Newcastle und Bursaspor wurde er für die WM 2018 nicht berücksichtigt.
Beim Afrika-Cup 2019 in Ägypten gehört Saivet zum senegalesischen Aufgebot. Im Halbfinalspiel, dem 1:0-Sieg n. V., gab er die Vorlage zum Sieg. Damit sicherte er den Senegalesen das Ticket, zum zweiten Mal nach 2002, ins Finale.